# Gigides
Gigides là một chi bướm đêm thuộc họ Erebidae.